# Бахтадзе, Григорий Георгиевич
Григорий Георгиевич Бахтадзе (груз. გრიგორი გიორგის ძე ბახტაძე; 7 июля 1916 — 7 января 1957) — лейтенант Рабоче-крестьянской Красной армии, участник Великой Отечественной войны, командир 2-й стрелковой роты 1-го стрелкового батальона 1038-го стрелкового полка 295-й стрелковой дивизии 28-й армии 3-го Украинского фронта, Герой Советского Союза (1944 ).

## Биография
Григорий Бахтадзе родился 7 июля 1916 года в городе Хони (в советское время — Цулукидзе в Грузии) в крестьянской семье. После окончания техникума механизации в Кутаиси работал механиком на машинно-тракторной станции. В 1939 году поступил в педагогический институт. В 1941 году вступил в ВКП(б). 
В 1942 году был призван на службу в Рабоче-крестьянскую Красную армию, в том же году окончил военное пехотное училище. С 1942 года — на фронтах Великой Отечественной войны. К марту 1944 года лейтенант Григорий Бахтадзе командовал ротой 1038-го стрелкового полка 295-й стрелковой дивизии 28-й армии 3-го Украинского фронта. 
Отличился во время форсирования Днепра в Херсонской области.
В период подготовки к форсированию Днепра лейтенант Г. Г. Бахтадзе, ежедневно проводя занятия со своими бойцами, умело подготовил личный состав 2-й стрелковой роты к форсированию водного рубежа и преодолению искусственных препятствий в системе обороны противника.
12 марта 1944 года в рамках Березнеговато-Снигирёвской наступательной операции штурмовые батальоны 295-й стрелковой дивизии, получив приказ командования, под ураганным артиллерийским, миномётным и пулемётным огнём противника форсировали Днепр в районе города Херсон.
Высадившись на правом берегу, бойцы роты лейтенанта Г. Г. Бахтадзе прорвали оборону противника, выбили фашистов из передовых траншей, штурмом преодолели крутой правый берег и сделали проходы в проволочных заграждениях и минных полях противника, тем самым расширив захваченный плацдарм и обеспечив форсирование Днепра другим стрелковым подразделениям.
Выбив фашистов из его сильно укреплённого рубежа, лейтенант Г. Г. Бахтадзе, личным примером воодушевляя своих бойцов на подвиги, решительно и безостановочно преследовал противника на протяжении 25 километров, нанося врагу потери в живой силе и технике. В этих боях он уничтожил до 40 гитлеровцев, и ещё 3 захватил в плен, значительно расширив плацдарм на правом берегу Днепра.
Был представлен к званию Героя Советского Союза. 
Из наградного листа к званию Героя Советского Союза:

Тов. Бахтадзе образцово подготовил личный состав 2 стрелковой роты к форсированию и преодолению водного рубежа и затем преодолению искусственных препятствий в системе обороны противника на правом берегу реки Днепр в районе города Херсон. 12 марта 1944 года, получив приказ на форсирование реки Днепр в его устье и прорвав оборону противника на правом берегу реки Днепр в районе Кузьминка – Глинища, сделал проходы в проволочных заграждениях и минных полях противника, выполнил приказ командования: выбил противника из передовых траншей, штурмом преодолел крутой правый берег, этим самым расширил плацдарм и обеспечил переправу всему 3 стрелковому батальону. Смелыми и решительными действиями нанёс сокрушительный удар по врагу: выбил его из сильно укреплённого выгодного рубежа, решительно и безостановочно преследовал его на протяжении 25 километров, нанося врагу потери в живой силе и технике: уничтожил до 40 гитлеровцев, захватил 3 в плен, личным примером храбрости и мужества на всём протяжении боя воодушевлял бойцов, находясь вместе с подразделениями, умело руководил ими, несмотря на все трудности, упорное сопротивление и ураганный огонь противника, боевую задачу выполнил образцово.
Достоин высшей Правительственной награды – звания "Герой Советского Союза".
Командир 1038-го стрелкового полка подполковник Любко.
18 марта 1944 года.— Наградной лист на лейтенанта Бахтадзе Григория Георгиевича к званию Героя Советского Союза
Указом Президиума Верховного Совета СССР от 3 июня 1944 года лейтенант Бахтадзе был удостоен высокого звания Героя Советского Союза с вручением ордена Ленина и медали «Золотая Звезда».
В 1945 году Бахтадзе был уволен в запас. Проживал и работал в Тбилиси. Умер в 1957 году.
Был также награждён орденом Красной Звезды и рядом медалей.

## Память
- На могиле установлен надгробный памятник.
- Его имя увековечено в Главном Храме Вооружённых сил России, и навсегда запечатлено на мемориале «Дорога памяти».